# Les Aventures de Chiodino
Les Aventures de Chiodino (Le avventure di Chiodino) est une bande dessinée et un roman pour la jeunesse écrits par Marcello Argilli et Gabriella Parca et illustrés par Vinicio Berti, en 1952. 
L'intrigue est la suivante : un jour, dans son laboratoire, le professeur Pilucca a créé Chiodino, un enfant de fer au cœur d'or. Il va avoir plein d’aventures dans le monde réel dont la rencontre avec une petite fille, Perlina, avec laquelle il se lie d'amitié.

## Histoire éditoriale
Le avventure di Chiodino a été publiée en Italie sous forme de bande dessinée hebdomadaire par le revue jeunesse de l'Associazione Pionieri Italiani, Pioniere, du no 50 en 1952 au no 19 en 1962. En 1963, l'histoire est publiée sous forme de livre. La première édition est un volume de 180 pages publié par Canesi[. Dans ce livre, l'histoire est divisée en deux parties. La première partie est intitulée Un garçon de fer au cœur d'or, la deuxième partie Chiodino au cirque.
En Union Soviétique, le récit Les Aventures de Chiodino a été publié pour la première fois dans le magazine littéraire Юность dans le no 4 de 1955, sous le titre Приключения Гвоздика.
Le personnage de Chiodino a été traduit et publié (sous le nom de Ferri) en bande dessinée dans différentes planches en Allemagne de l'Est de 1956 à 1968 dans la revue Frösi. La plupart de ces planches ont été créées par l'illustrateur allemand Jürgen Kieser. L'intégralité de la série Ferri (en allemand) peut être consultée en ligne.

## Traductions
Le livre Les aventures de Chiodino a été traduit en :
- Albanais, sous le titre Aventurat e Gozhdës[10].
- Croate, sous le titre Čavlićevi doživljaji[11],
- Russe, sous les titres ПРИКЛЮЧЕНИЯ ГВОЗДИКА[12], Приключения Кьодино-винтика[13],[14] et Приключения Гвоздика[15].
- Géorgien, avec le titre ლურსმანას თავგადასავალი[16].

## Intrigue
La bande dessinée raconte l'histoire d'un gentil garçon de fer au cœur d'or, que le professeur Pilucca, un vieux scientifique, a créé dans son laboratoire. Il décide de l'appeler « Chiodino », l'adolescent de fer au cœur d'or.
Le garçon mécanique n'est jamais attiré par les mauvaises intentions des riches avares qui voudraient utiliser sa force extraordinaire aux dépens des gens simples, dans le seul but de s'enrichir. Chiodino reste un garçon toujours prêt à aider ses amis les plus faibles, qu'il défend contre les brutes. Son héritage est le symbole d'un jeune homme de fer doté d'une grande intégrité morale.
Il vit de nombreuses aventures dans le monde réel. Il se lie d'amitié avec une vraie enfant, Perlina, pour laquelle il ressent de l'affection.